# Stazione di Casaleggio
La stazione di Casaleggio è una stazione ferroviaria della linea Biella-Novara al servizio dell'omonimo comune.

## Storia
La stazione fu inaugurata assieme al resto della linea il 18 maggio 1939, diventando tuttavia operativa solo dal 20 luglio 1940 a causa della necessità di completare alcuni impianti e dell'assenza del materiale rotabile. L'impianto disponeva anche di un scalo merci dotato di un binario tronco che sorgeva in direzione Biella raccordato al primo binario.
Il 21 gennaio 1961, in anticipo rispetto alla naturale scadenza della concessione alla Società Ferrovia Biella Novara (SFBN) che aveva fino ad allora esercito la linea, la stessa venne incorporata nella rete statale e l'esercizio degli impianti fu assunto dalle Ferrovie dello Stato.
Il programma di profondo rinnovamento avviato nel 1991, che richiese la chiusura della linea per molti mesi, comportò per Casaleggio l'installazione di Apparati Centrali Elettrici a pulsanti d'Itinerario. La riapertura all'esercizio avvenne il 19 giugno dell'anno successivo.
Dal 2000 la gestione dell'intera linea, e con essa quella della stazione di Casaleggio, passò in carico a Rete Ferroviaria Italiana la quale ai fini commerciali classifica l'impianto nella categoria "Bronze".

## Strutture e impianti

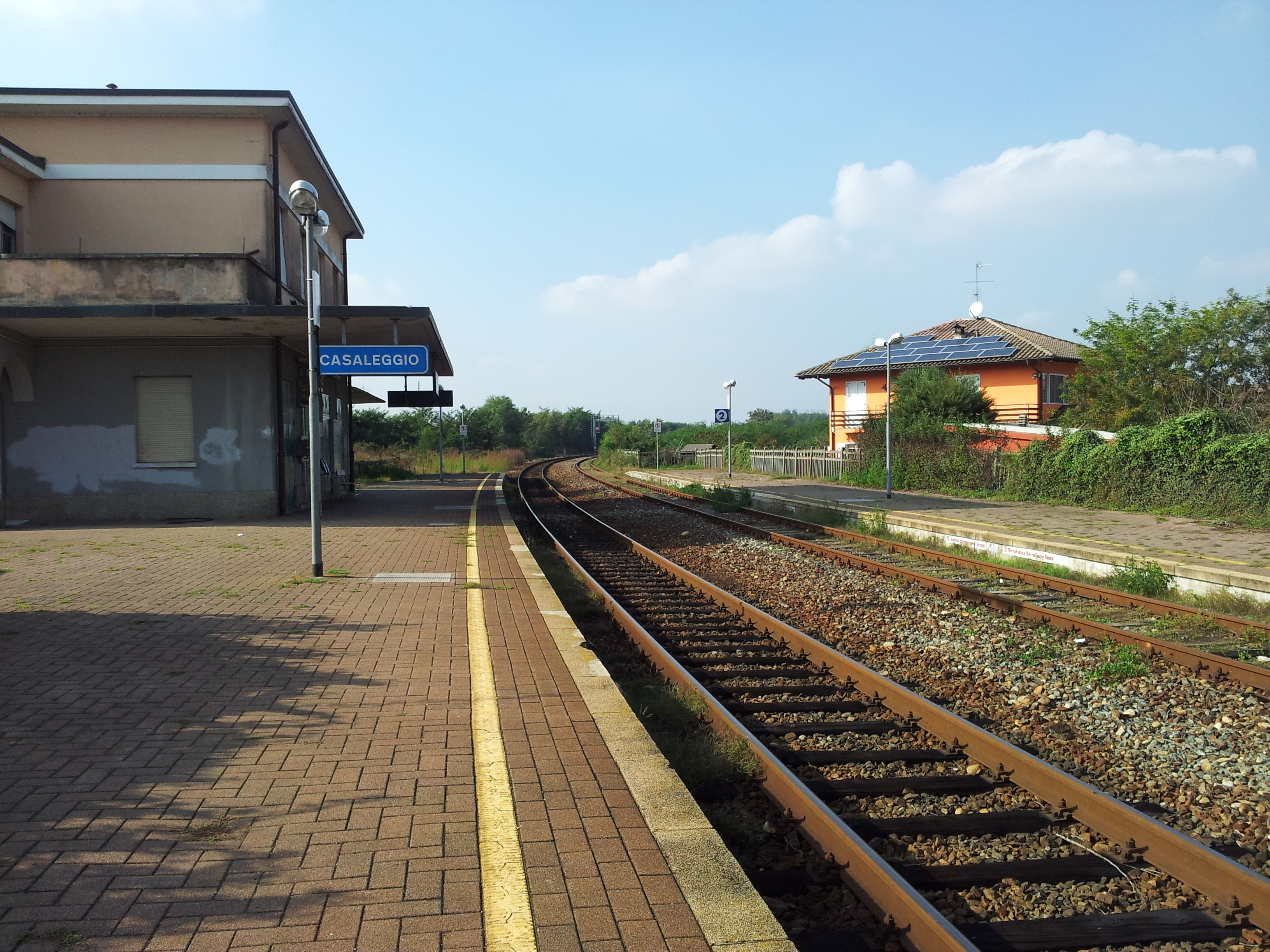
Stazione lato binari

La stazione è dotata di 2 binari passanti, di cui il primo di corretto tracciato. L'impianto è telecomandato con il sistema punto-punto dal Dirigente Movimento di Rovasenda tramite l'ACC-M (Apparato Centrale Computerizzato-Multistazione).
Sono presenti pannelli d'informazione audio e video per le partenze dei treni.
A seguito dell'impresenziamento dell'impianto l'originario fabbricato viaggiatori, non più accessibile al pubblico, è stato adibito ad abitazione privata.

## Movimento
La stazione è servita dai treni regionali feriali svolti da Trenitalia nell'ambito del contratto di servizio stipulato con la Regione Piemonte.